# اخفی‌الفرقدین
اخفی الفرقدین یا زتا خرس کوچک یک ستاره است که در صورت فلکی خرس کوچک قرار دارد.
فرقد به معنای گوساله است، و اخفی الفرقدین یعنی ستارهٔ کم‌نورتر بین دو ستاره فرقد (گوساله). ستاره دیگر انور الفرقدین است.